# Tom Moon
Thomas Henry „Tom” Moon (Ottawa, Ontario, Kanada, 1908. november 6. – Meredith, New Hampshire, 1986. július 27.) olimpiai bronzérmes kanadai születésű, amerikai jégkorongozó.
A Bostonban nőtt fel és nem járt egyetemre, csak a Boston Olympics-ban játszott és háromszoros amerikai amatőr jégkorong bajnok (1935, 1937, 1939).
Az 1936. évi téli olimpiai játékokon, a jégkorongtornán, Garmisch-Partenkirchenban játszott az amerikai válogatottban, mint a csapat kapusa. Az első fordulóban csak a második helyen jutottak tovább a csoportból, mert az olasz csapat legyőzte őket hosszabbításban. A németeket 1–0-ra, a svájciakat 3–0-ra verték. A középdöntőből már sokkal simábban jutottak tovább. Három győzelem és csak a svédek tudtak ütni nekik 1 gólt. A négyes döntőben viszont kikaptak Kanadától 1–0-ra és 0–0-t játszottak a britekkel, valamint megverték a csehszlovákokat 2–0-ra és így csak bronzérmesek lettek. 8 mérkőzésen játszott és nem ütött gólt.
Hátralévő életében egy nagy fémipari cégnél volt menedzser.